# Us and Them
Us and Them – ballada rockowa brytyjskiego zespołu Pink Floyd. Siódmy, najdłuższy utwór na albumie The Dark Side of the Moon.
Utwór został oryginalnie napisany przez Richarda Wrighta do ścieżki dźwiękowej filmu Zabriskie Point w reżyserii Michelangelo Antoniego. Jego oryginalny tytuł to „The Violent Sequence”, został jednak odrzucony przez reżysera jako zbyt smutny i niepodobny do innych utworów ze ścieżki dźwiękowej.
W tekście utworu mowa jest o bezsensie wojny, niepotrzebnej śmierci żołnierzy, która powoduje tylko przesunięcie się linii na mapach generałów. Roger Waters, autor tekstu, zadaje pytania o różnice między dwiema walczącymi stronami, o to, czy walka ma jakikolwiek sens. W utworze znajdują się wątki autobiograficzne – ojciec Watersa, Eric Fletcher Waters, walczył w II wojnie światowej i zginął w 1944 r. podczas bitwy pod Anzio.
W środku utworu jest wmontowany tekst wypowiedziany przez roadie grupy, Rogera „The Hat” Manifolda.